# Il solitario di Rio Grande
Il solitario di Rio Grande (Shoot Out) è un film western del 1971 diretto da Henry Hathaway.

## Trama
Clay Lomax esce di prigione dopo aver scontato quasi sette anni per una rapina ad una banca; va in cerca di Sam Foley che fu suo amico e complice, e che durante il colpo, tradendolo, gli sparò alla schiena lasciandolo a terra ferito, per impossessarsi di tutto il bottino.
Foley, che nel frattempo si è rifatto una vita, incarica il pistolero Bobby Jay Jones di seguire le mosse di Lomax, temendo che Clay voglia vendicarsi, ma vietando comunque di ucciderlo. Jay Jones parte in missione, coadiuvato da altri due pistoleri. Nel frattempo Lomax promette ad un vecchio amico, Trooper, tutti i soldi che possiede, 200 dollari, per conoscere il nome della città dove Foley può essere ritrovato. I soldi sono stati conservati da una donna di facili costumi di nome Teresa Ortega, con la quale, otto anni prima, Lomax aveva avuto una storia sentimentale.
Recatosi alla stazione, in attesa del treno da Kansas City, anziché Teresa arriva una bambina di sei anni di nome Decky. Lomax apprende dal capotreno che Teresa è morta durante il viaggio e, ritenendo che Decky potrebbe essere sua figlia, decide di tenerla con sé, sia pure in attesa di trovarle una sistemazione. Lomax non riesce a trovare nessuno a cui affidare la bambina, così la porta con sé nella lunga cavalcata verso la residenza di Foley, sempre seguito a distanza dai mercenari ingaggiati da Foley (una notte Lomax li sorprende, prendendo loro le armi e intimando loro di andarsene).
Durante il viaggio, a causa di un nubifragio, Lomax e Decky trovano rifugio in una solitaria fattoria, dove vivono una piacente vedova (Juliana Farrell) e il giovane figlio Dutch. Sopraggiungonò Jones e i suoi uomini che, dopo aver disarmato Lomax, prendono in ostaggio tutti gli abitanti della casa. Bobby Jay, dopo essersi ubriacato, per divertirsi comincia a sparare ad alcuni oggetti posti sulla testa della bambina, imitando Guglielmo Tell. Ad una improvvisa reazione di Lomax, Jones uccide per errore uno dei propri soci, quindi fugge portando con sé Decky per proteggersi, e, successivamente, uccide l'altro socio, che si era rifiutato di cedergli il cavallo (approfittando della situazione, la bimba si nasconde, sottraendosi al rapimento). Jones arriva infine da Foley, lo informa delle mosse di Lomax e, avendo compiuto la missione, reclama il proprio compenso ma innalza di molto le proprie pretese, per cui Foley, che gli aveva già consegnato il denaro pattuito, tenta di prendere una pistola dalla cassaforte; Jones è molto più veloce e lo uccide. 
Mentre Jones si sta appropriando di tutti i soldi di Foley, sopraggiunge Lomax, che lo costringe allo stesso gioco di Guglielmo Tell, sparando a vari oggetti posti sulla sua testa. Infine costringe Jones a tenere in testa una cartuccia, offrendogli la scelta fra la morte certa allo scoppio della stessa, colpita dal proiettile di Lomax, o la possibilità di salvarsi, anticipando lo sparo di Lomax in un duello basato sulla velocità di estrazione della pistola. Jones cerca di anticipare Lomax, ma non ci riesce e rimane ucciso.
Lomax ritorna da Juliana, Decky e Dutch per iniziare una nuova vita non più da "solitario".